# Prima Divisione 1921-1922
La Prima Divisione è stata, assieme al corrispettivo torneo di Prima Categoria, la 21ª edizione della massima serie del campionato italiano di calcio della stagione 1921-1922. Organizzata dalla Confederazione Calcistica Italiana, si disputò tra il 2 ottobre 1921 e il 18 giugno 1922. Formata dai club più importanti, è ricordata per lo scisma che la vide contrapporsi ad un altro torneo parallelo, quello di Prima Categoria della Federazione Italiana Giuoco Calcio.

## Stagione

### Novità

#### Lo scisma del calcio italiano
La continua e smisurata crescita del numero delle società partecipanti al campionato italiano aveva generato una grave crisi nel movimento. Il 23-24 luglio 1921 infatti, in un'infuocata assemblea tenutasi a Torino, un progetto di riforma, preparato da Vittorio Pozzo su spinta dei grandi club, era stato respinto da una Federazione sempre più dominata dalle piccole formazioni regionali. La risposta delle grandi società non si fece attendere, e nel giro di poche settimane le 24 migliori squadre abbandonarono il campionato ufficiale per crearsene uno privato tutto per loro, sotto l'egida della neo costituita Confederazione Calcistica Italiana, con sede a Milano. Per di più, il ben maggiore livello sportivo e la più consistente disponibilità economica delle contestatrici attirò nel nuovo progetto l'intero girone centro-meridionale, oltre a numerose formazioni minori che furono inquadrate in una Seconda Divisione.
Fu così che la Confederazione poté organizzare un nuovo campionato basato sullo schema del Progetto Pozzo. Le ventiquattro società settentrionali, riunite nella Lega Nord, furono suddivise in due raggruppamenti mediante un sorteggio che aveva però precisi picchetti geografici: ogni Regione doveva avere le sue formazioni equamente suddivise fra i due gironi, e per motivi sia di ordine pubblico sia di varietà nelle trasferte erano vietati i derby, con l'unica inevitabile eccezione delle tre milanesi di cui due furono giocoforza messe insieme. Ciascun gruppo costituiva un lineare torneo, come verrà definito in seguito, all'italiana, con gare di andata e ritorno. Le due primatiste si sarebbero sfidate in un match di andata e ritorno per determinare i Campioni del Nord.
Al Sud la carenza di infrastrutture e le difficoltà da parte di molti club a intraprendere frequenti trasferte consigliò di mantenere il vecchio meccanismo dei campionati regionali. Furono però ammesse nuove Regioni: le Marche, le Puglie e la Sicilia. La Lega Sud avrebbe poi organizzato le fasi finali tra i campioni regionali. Il campione del centro-sud si sarebbe qualificato alla finalissima, sfida che tornava però a essere una pura formalità dopo l'aggregazione della Toscana al torneo del Nord e che all'epoca era definita "di propaganda".

### Formula
Il campionato della Lega Nord era strutturato su due gironi interregionali da 12 squadre ciascuno: le prime classificate avrebbero guadagnato l'accesso a una finale in andata e ritorno, per poi ottenere la qualificazione alla finalissima, anch'essa a doppio turno, contro il campione della Lega Sud; le ultime classificate, invece, avrebbero disputato degli spareggi salvezza contro le prime classificate della Seconda Divisione. Lo statuto confederale, in realtà, prevedeva retrocessioni dirette, ma la Lega approvò prima dell'inizio del torneo una norma transitoria che concedeva alle squadre che si sarebbero piazzate in fondo ai gironi la possibilità di evitare la discesa nella serie cadetta vincendo gli spareggi interdivisionali; erano, così, eliminate le clausole sportive ed economiche che giustificarono sistematici ripescaggi ai tempi della Federazione, ma allo stesso tempo era garantita alle ultime classificate una chance di mantenere la categoria.
Il torneo meridionale era organizzato in prima istanza sui campionati regionali di Lazio, Marche, Campania, Puglia e Sicilia. I cinque campioni locali dovevano poi sfidarsi in un torneo a eliminazione a sorteggio gestito dalla Lega Sud, il cui vincitore era ammesso alla finalissima per il titolo nazionale contro i campioni settentrionali. La stessa Lega decise la riduzione delle partecipanti ai campionati regionali dell'anno successivo a un massimo di sei per raggruppamento.

### Avvenimenti
Il nuovo campionato diede modo di valutare appieno la consistenza delle varie squadre nell'arco di un'intera stagione. Decisamente agevole fu il cammino del Genoa, che non trovò avversarie in grado di impensierirla nel girone B; un doppio pareggio con la più immediata inseguitrice, l'Alessandria, fu più che sufficiente per garantire ai Grifoni un comodo accesso alla finale. I grigi, invero, furono autori di un ottimo girone di andata, chiuso con un solo punto in meno del Genoa capolista con cui avevano condiviso per diverse giornate la vetta della classifica, per poi calare nettamente nel girone di ritorno. Regolare fu anche, nel girone A, il percorso dei Campioni in carica della Pro Vercelli, anche se costoro dovettero guardarsi dalla foga dei loro vicini del Novara, autori di un'ottima annata. I novaresi volarono in vetta vincendo le prime sette partite e a due giornate dal termine del girone d'andata erano ancora primi con quattro punti di vantaggio sui bianchi leoni. Due sconfitte consecutive della capolista (Pro Vercelli-Novara 1-0 e Bologna-Novara 2-1) permisero ai vercellesi di agganciarla in vetta proprio al termine del girone d'andata. Nel girone di ritorno la Pro Vercelli riuscì a spuntarla solo nelle ultime giornate anche grazie alla vittoria nello scontro diretto di ritorno a Novara. La Pro Vercelli vinse il girone staccando di quattro lunghezze il Novara, qualificandosi alla finale.
Decisamente più deludenti le performance di altre formazioni di primo piano del panorama calcistico nazionale, in particolare le due torinesi e il Milan, che ebbero un passo assai stentato. Una citazione a parte va invece fatta riguardo all'Inter, che incappò nella peggior stagione della sua storia: i nerazzurri, i quali due anni prima avevano vinto il titolo nazionale, si ritrovarono con un attacco poco graffiante e, soprattutto, con gravi problemi difensivi che costarono loro eclatanti sconfitte in più occasioni; di conseguenza, non riuscirono a evitare l'ultimo posto del proprio raggruppamento, risultato che li obbligava, in base al regolamento del campionato, a disputare uno spareggio interdivisionale per rimanere in Prima Divisione contro i concittadini dello Sport Club Italia, secondi classificati in Seconda Divisione.
Lo scenario politico, tuttavia, era cambiato radicalmente in itinere: con l'accordo di Brusnengo del 7 dicembre 1921, FIGC e CCI avevano stabilito che tutte le 24 squadre militanti nella Prima Divisione sarebbero state ammesse direttamente nel campionato riunificato a 50 squadre. Questa soluzione fu ripudiata dalle squadre confederali nell'assemblea del 19 febbraio 1922 che ne chiese la revisione. Dopo mesi di trattative, infine, il compromesso Colombo del 26 giugno 1922 stabilì l'ammissione alla futura Prima Divisione FIGC di 36 società, fra cui dodici federali e diciotto confederali. Per quanto concerne l'individuazione dei sei club restanti, venne confermato che le migliori due squadre di Seconda Divisione avrebbero disputato un turno di spareggi con le ultime classificate di Prima Divisione CCI, e si stabilì che le vincenti delle due sfide avrebbero poi affrontato un secondo turno di spareggi insieme ad altre quattro squadre confederali contro sei squadre federali. Il nuovo meccanismo del Compromesso costrinse quindi Vicenza e Inter, ultime classificate dei rispettivi gironi, a disputare non più uno bensì due turni di spareggi per assicurarsi la permanenza in Prima Divisione.
Nel girone A i berici persero subito il loro primo incontro per mano del trionfatore settentrionale della Seconda Divisione, il Derthona, retrocedendo immediatamente. Livorno e Spezia, salve secondo il precedente regolamento CCI, disputarono i nuovi spareggi contro le squadre federali, vincendoli e rimanendo in massima serie. Nel girone B, il 2 luglio 1922 l'Inter vinse a tavolino il turno preliminare di spareggio contro lo Sport Club Italia, che non riuscì a schierare in campo undici giocatori, mentre nel secondo turno i nerazzurri si salvarono definitivamente battendo in un doppio confronto (il 9 e il 16 luglio) i fiorentini della Libertas, compagine del torneo FIGC. Brescia e Venezia, già salve prima del Compromesso, dovettero anch'esse disputare le nuove sfide-salvezza; le Rondinelle riuscirono a salvarsi a differenza dei veneti, sconfitti da una squadra federale e pertanto costretti a dare l'addio alla massima categoria.
L'idea di Vittorio Pozzo fu senz'altro vincente se, nella prima annata della sua applicazione, in finale si presentarono le due più titolate formazioni del calcio italiano, il Genoa e la Pro Vercelli. La maggior parte dei giocatori che scesero in campo avevano già assaporato la gioia della vittoria del titolo. La finale che ne risultò fu assai equilibrata, risolvendosi solo nel ritorno a Marassi con un gol di Alessandro Rampini che sbancò il campo dei temibili avversari genovesi. Nella finalissima la Pro Vercelli si trovò a fronteggiare i romani della Fortitudo che avevano vinto il campionato della Lega Sud battendo in finale la Puteolana. Secondo lo statuto confederale la sfida si sarebbe giocata in gara unica a Roma, ma la Pro Vercelli chiese e ottenne che si disputasse una partita di ritorno a Vercelli; segno che la squadra piemontese non intendeva sottovalutare la Fortitudo, che solo pochi mesi prima era riuscita a fermare sul pari in amichevole il Genoa finalista settentrionale, sceso nel meridione in tournée di propaganda durante le festività di Pasqua. La compagine romana, in realtà, si rivelò nettamente inferiore ai vercellesi: il doppio successo sulla Fortitudo (per 3-0 nella Capitale e per 5-2 in Piemonte) diede ai Bianchi Leoni il loro settimo sigillo sul campionato, tanti quanti ne avevano all'epoca proprio i genoani.

## Lega Nord

### Girone A

#### Squadre partecipanti
| Club         | Rosa     | Città          | Stadio                                   | Stagione 1920-1921 |
| ------------ | -------- | -------------- | ---------------------------------------- | ------------------ |
| Andrea Doria | dettagli | Genova (GE)    | Campo sportivo della Cajenna             | -                  |
| Bologna      | dettagli | Bologna (BO)   | Stadio Sterlino                          | -                  |
| Juventus     | dettagli | Torino (TO)    | Stadio di Corso Sebastopoli              | -                  |
| Livorno      | dettagli | Livorno (LI)   | Campo di Villa Chayes                    | -                  |
| Mantova      | dettagli | Mantova (MN)   | Campo dell'Ippodromo Te                  | -                  |
| Milan        | dettagli | Milano (MI)    | Campo di viale Lombardia                 | -                  |
| Novara       | dettagli | Novara (NO)    | Campo di via Lombroso                    | -                  |
| Pro Vercelli | dettagli | Vercelli (NO)  | Campo piazza Conte di Torino             | -                  |
| Spezia       | dettagli | La Spezia (GE) | Campo Sportivo Municipale                | -                  |
| US Milanese  | dettagli | Milano (MI)    | Velodromo Sempione Campo di via Borsieri | -                  |
| Verona       | dettagli | Verona (VR)    | Campo di Borgo Venezia                   | -                  |
| Vicenza      | dettagli | Vicenza (VI)   | Campo di Borgo San Felice                | -                  |

#### Classifica finale
|  | Pos. | Squadra      | Pt | G  | V  | N | P  | GF | GS | DR  |
|  | ---- | ------------ | -- | -- | -- | - | -- | -- | -- | --- |
|  | 1.   | Pro Vercelli | 36 | 22 | 17 | 2 | 3  | 61 | 14 | +47 |
|  | 2.   | Novara       | 32 | 22 | 13 | 6 | 3  | 47 | 19 | +28 |
|  | 3.   | Bologna      | 27 | 22 | 11 | 5 | 6  | 44 | 22 | +22 |
|  | 4.   | Mantova      | 23 | 22 | 10 | 3 | 9  | 39 | 34 | +5  |
|  | 4.   | Andrea Doria | 23 | 22 | 11 | 1 | 10 | 36 | 32 | +4  |
|  | 4.   | Juventus     | 23 | 22 | 7  | 9 | 6  | 27 | 31 | -4  |
|  | 7.   | Verona       | 22 | 22 | 10 | 2 | 10 | 29 | 36 | -7  |
|  | 8.   | US Milanese  | 20 | 22 | 6  | 8 | 8  | 24 | 29 | -5  |
|  | 9.   | Milan        | 18 | 22 | 7  | 4 | 11 | 29 | 36 | -7  |
|  | 10.  | Livorno      | 17 | 22 | 7  | 3 | 12 | 23 | 41 | -18 |
|  | 11.  | Spezia       | 16 | 22 | 5  | 6 | 11 | 21 | 31 | -10 |
|  | 12.  | Vicenza      | 7  | 22 | 2  | 3 | 17 | 18 | 73 | -55 |

Legenda:
      Qualificato alla finale.
 Disputa gli spareggi-salvezza.
      Retrocesso in Seconda Divisione 1922-1923.
Note:
Due punti a vittoria, uno a pareggio, zero a sconfitta.
Livorno inizialmente salvo. In seguito al Compromesso Colombo, costretto a disputare uno spareggio salvezza interfederale in gara doppia: vinse e si salvò, rimanendo in Prima Divisione.
Vicenza inizialmente obbligato a disputare uno spareggio salvezza in gara singola con la prima classificata di Seconda Divisione. In seguito al Compromesso Colombo, costretto a disputare il succitato spareggio interdivisionale nonché uno spareggio interfederale in gara doppia: perse il primo e retrocesse in Seconda Divisione
Spezia inizialmente salvo. In seguito al Compromesso Colombo, costretto a disputare uno spareggio salvezza  interfederale in gara doppia: perse e retrocesse. Infine, riammesso in Prima Divisione dopo aver vinto due spareggi supplementari in gara singola.

#### Risultati

##### Calendario
| Andata (1ª) | Andata (1ª) | Prima giornata         | Ritorno (12ª) | Ritorno (12ª) |
|             |             |                        |               |               |
| 2 ott.      | 1-2         | Andrea Doria-Bologna   | 1-0           | 18 dic.       |
| 2 ott.      | 1-2         | Hellas Verona-Juventus | 0-2           | 18 dic.       |
| 2 ott.      | 1-2         | Mantova-Pro Vercelli   | 0-5           | 18 dic.       |
| 2 ott.      | 0-5         | Milan-Novara           | 2-3           | 18 dic.       |
| 2 ott.      | 2-1         | US Milanese-Vicenza    | 1-2           | 18 dic.       |
| 2 ott.      | 1-0         | Spezia-Livorno         | 0-0           | 18 dic.       |

| Andata (2ª) | Andata (2ª) | Seconda giornata      | Ritorno (13ª) | Ritorno (13ª) |
|             |             |                       |               |               |
| 9 ott.      | 1-1         | Bologna-Milanese      | 1-1           | 9 apr.        |
| 9 ott.      | 2-0         | Juventus-Andrea Doria | 2-6           | 22 gen.       |
| 9 ott.      | 1-5         | Livorno-Mantova       | 1-2           | 22 gen.       |
| 9 ott.      | 1-0         | Novara-Spezia         | 0-0           | 22 gen.       |
| 9 ott.      | 3-2         | Pro Vercelli-Verona   | 1-0           | 22 gen.       |
| 9 ott.      | 0-3         | Vicenza-Milan         | 0-7           | 22 gen.       |

| Andata (3ª) | Andata (3ª) | Terza giornata       | Ritorno (14ª) | Ritorno (14ª) |
|             |             |                      |               |               |
| 16 ott.     | 3-0         | Andrea Doria-Vicenza | 3-0           | 29 gen.       |
| 16 ott.     | 1-0         | Mantova-Bologna      | 0-2           | 29 gen.       |
| 16 ott.     | 1-3         | Milan-Juventus       | 0-0           | 9 apr.        |
| 16 ott.     | 2-1         | Milanese-Livorno     | 1-1           | 29 gen.       |
| 16 ott.     | 1-3         | Spezia-Pro Vercelli  | 0-1           | 9 apr.        |
| 16 ott.     | 0-4         | Verona-Novara        | 2-2           | 2 apr.        |

| Andata (4ª) | Andata (4ª) | Quarta giornata           | Ritorno (15ª) | Ritorno (15ª) |
|             |             |                           |               |               |
| 23 ott.     | 4-1         | Bologna-Verona            | 2-0           | 5 feb.        |
| 23 ott.     | 1-2         | Juventus-Milanese         | 0-2           | 5 feb.        |
| 23 ott.     | 3-2         | Livorno-Milan             | 2-1           | 5 feb.        |
| 23 ott.     | 3-1         | Novara-Mantova            | 2-2           | 9 apr.        |
| 23 ott.     | 3-0         | Pro Vercelli-Andrea Doria | 0-1           | 5 feb.        |
| 23 ott.     | 2-2         | Vicenza-Spezia            | 2-1           | 5 feb.        |

| Andata (5ª) | Andata (5ª) | Quinta giornata     | Ritorno (16ª) | Ritorno (16ª) |
|             |             |                     |               |               |
| 30 ott.     | 2-0         | Verona-Andrea Doria | 2-5           | 12 feb        |
| 30 ott.     | 2-2         | Juventus-Spezia     | 1-1           | 12 feb        |
| 30 ott.     | 2-0         | Livorno-Bologna     | 0-5           | 7 mag.        |
| 30 ott.     | 0-2         | Mantova-Milanese    | 2-0           | 2 apr.        |
| 30 ott.     | 1-0         | Milan-Pro Vercelli  | 0-5           | 30 apr.       |
| 30 ott.     | 0-6         | Vicenza-Novara      | 2-4           | 12 feb        |

| Andata (6ª) | Andata (6ª) | Sesta giornata       | Ritorno (17ª) | Ritorno (17ª) |
|             |             |                      |               |               |
| 6 nov.      | 4-2         | Andrea Doria-Mantova | 0-1           | 19 feb.       |
| 6 nov.      | 1-1         | Bologna-Juventus     | 1-1           | 30 apr.       |
| 6 nov.      | 0-0         | Milanese-Milan       | 0-2           | 19 feb.       |
| 6 nov.      | 1-0         | Novara-Livorno       | 2-0           | 30 apr.       |
| 6 nov.      | 10-0        | Pro Vercelli-Vicenza | 1-1           | 19 feb.       |
| 6 nov.      | 1-2         | Spezia-Verona        | 2-3           | 19 feb.       |

| Andata (7ª) | Andata (7ª) | Settima giornata     | Ritorno (18ª) | Ritorno (18ª) |
|             |             |                      |               |               |
| 13 nov.     | 2-1         | Verona-Milanese      | 0-0           | 26 feb.       |
| 13 nov.     | 0-1         | Juventus-Novara      | 1-2           | 23 apr.       |
| 13 nov.     | 1-2         | Livorno-Pro Vercelli | 1-5           | 26 feb.       |
| 13 nov.     | 4-0         | Mantova-Spezia       | 2-3           | 26 feb.       |
| 13 nov.     | 0-0         | Milan-Andrea Doria   | 2-1           | 26 feb.       |
| 13 nov.     | 1-2         | Vicenza-Bologna      | 1-11          | 23 apr.       |

| Andata (8ª) | Andata (8ª) | Ottava giornata       | Ritorno (19ª) | Ritorno (19ª) |
|             |             |                       |               |               |
| 20 nov.     | 3-0         | Verona-Livorno        | 0-1           | 5 mar.        |
| 20 nov.     | 6-2         | Mantova-Vicenza       | 1-0           | 5 mar.        |
| 20 nov.     | 2-1         | Milan-Bologna         | 0-4           | 5 mar.        |
| 20 nov.     | 1-1         | Novara-Milanese       | 2-2           | 5 mar.        |
| 20 nov.     | 1-1         | Pro Vercelli-Juventus | 7-1           | 5 mar.        |
| 20 nov.     | 2-0         | Spezia-Andrea Doria   | 0-1           | 5 mar.        |

| Andata (9ª) | Andata (9ª) | Nona giornata        | Ritorno (20ª) | Ritorno (20ª) |
|             |             |                      |               |               |
| 27 nov.     | 4-0         | Novara-Andrea Doria  | 2-1           | 12 mar.       |
| 2 apr.      | 2-1         | Bologna-Pro Vercelli | 0-4           | 12 mar.       |
| 14 mag.     | 1-1         | Juventus-Mantova     | 1-0           | 12 mar.       |
| 27 nov.     | 2-1         | Verona-Milan         | 1-0           | 12 mar.       |
| 27 nov.     | 2-1         | Livorno-Vicenza      | 2-1           | 12 mar.       |
| 27 nov.     | 2-1         | Milanese-Spezia      | 1-1           | 12 mar.       |

| Andata (10ª) | Andata (10ª) | Decima giornata       | Ritorno (21ª) | Ritorno (21ª) |
|              |              |                       |               |               |
| 4 dic.       | 1-0          | Andrea Doria-Milanese | 4-2           | 19 mar.       |
| 4 dic.       | 3-1          | Juventus-Livorno      | 0-0           | 19 mar.       |
| 4 dic.       | 2-2          | Milan-Mantova         | 1-2           | 7 mag.        |
| 4 dic.       | 1-0          | Pro Vercelli-Novara   | 1-0           | 19 mar.       |
| 4 dic.       | 1-0          | Spezia-Bologna        | 0-2           | 19 mar.       |
| 4 dic.       | 0-1          | Vicenza-Verona        | 1-3           | 19 mar.       |

| \| Andata (11ª) \| Andata (11ª) \| Undicesima giornata \| Ritorno (22ª) \| Ritorno (22ª) \| \| \| \| \| \| \| \| 11 dic. \| 2-1 \| Bologna-Novara \| 1-1 \| 26 mar. \| \| 11 dic. \| 3-1 \| Livorno-Andrea Doria \| 1-3 \| 26 mar. \| \| 11 dic. \| 3-0 \| Mantova-Verona \| 1-2 \| 26 mar. \| \| 11 dic. \| 1-2 \| Milanese-Pro Vercelli \| 0-3 \| 26 mar. \| \| 11 dic. \| 1-2 \| Spezia-Milan \| 1-0 \| 26 mar. \| \| 11 dic. \| 1-1 \| Vicenza-Juventus \| 0-1 \| 26 mar. \| |              |                       |               |               |
| Andata (11ª) | Andata (11ª) | Undicesima giornata   | Ritorno (22ª) | Ritorno (22ª) |
| |              |                       |               |               |
| 11 dic. | 2-1          | Bologna-Novara        | 1-1           | 26 mar.       |
| 11 dic. | 3-1          | Livorno-Andrea Doria  | 1-3           | 26 mar.       |
| 11 dic. | 3-0          | Mantova-Verona        | 1-2           | 26 mar.       |
| 11 dic. | 1-2          | Milanese-Pro Vercelli | 0-3           | 26 mar.       |
| 11 dic. | 1-2          | Spezia-Milan          | 1-0           | 26 mar.       |
| 11 dic. | 1-1          | Vicenza-Juventus      | 0-1           | 26 mar.       |

#### Statistiche

##### Squadre

###### Classifica in divenire
| [ 19 ]       | 1ª | 2ª | 3ª | 4ª | 5ª | 6ª | 7ª | 8ª | 9ª | 10ª | 11ª | 12ª | 13ª | 14ª | 15ª | 16ª | 17ª | 18ª | 19ª | 20ª | 21ª | 22ª | Rec. |
| [ 19 ]       |    |    |    |    |    |    |    |    |    |     |     |     |     |     |     |     |     |     |     |     |     |     |      |
| ------------ | -- | -- | -- | -- | -- | -- | -- | -- | -- | --- | --- | --- | --- | --- | --- | --- | --- | --- | --- | --- | --- | --- | ---- |
| A. Doria     | 0  | 0  | 2  | 2  | 2  | 4  | 5  | 5  | 5  | 7   | 7   | 9   | 11  | 13  | 15  | 17  | 17  | 17  | 19  | 19  | 21  | 23  | 23   |
| Bologna      | 2  | 3  | 3  | 5  | 5  | 6  | 8  | 8  | 8  | 8   | 10  | 10  | 10  | 12  | 14  | 14  | 14  | 14  | 16  | 16  | 18  | 19  | 27   |
| Juventus     | 2  | 4  | 6  | 6  | 7  | 8  | 8  | 9  | 9  | 11  | 12  | 14  | 14  | 14  | 14  | 15  | 15  | 15  | 15  | 17  | 18  | 20  | 22   |
| Livorno      | 0  | 0  | 0  | 2  | 4  | 4  | 4  | 4  | 6  | 6   | 8   | 9   | 9   | 10  | 12  | 12  | 12  | 12  | 14  | 16  | 17  | 17  | 17   |
| Mantova      | 0  | 2  | 4  | 4  | 4  | 4  | 6  | 8  | 8  | 9   | 11  | 11  | 13  | 13  | 13  | 13  | 15  | 15  | 17  | 17  | 17  | 17  | 23   |
| Milan        | 0  | 2  | 2  | 2  | 4  | 5  | 6  | 8  | 8  | 9   | 11  | 11  | 13  | 13  | 13  | 13  | 15  | 17  | 17  | 17  | 17  | 17  | 18   |
| Novara       | 2  | 4  | 6  | 8  | 10 | 12 | 14 | 15 | 17 | 17  | 17  | 19  | 20  | 20  | 20  | 22  | 22  | 22  | 23  | 25  | 25  | 26  | 32   |
| Pro Vercelli | 2  | 4  | 6  | 8  | 8  | 10 | 12 | 13 | 13 | 15  | 17  | 19  | 21  | 21  | 21  | 21  | 22  | 24  | 26  | 28  | 30  | 32  | 36   |
| Spezia       | 2  | 2  | 2  | 3  | 4  | 4  | 4  | 6  | 6  | 8   | 8   | 9   | 10  | 10  | 10  | 11  | 11  | 13  | 13  | 14  | 14  | 16  | 16   |
| US Milanese  | 2  | 3  | 5  | 7  | 9  | 10 | 10 | 11 | 13 | 13  | 13  | 13  | 13  | 14  | 16  | 16  | 16  | 17  | 18  | 19  | 19  | 19  | 20   |
| Verona       | 0  | 0  | 0  | 0  | 2  | 4  | 6  | 8  | 10 | 12  | 12  | 12  | 12  | 12  | 12  | 12  | 14  | 15  | 15  | 17  | 19  | 21  | 22   |
| Vicenza      | 0  | 0  | 0  | 1  | 1  | 1  | 1  | 1  | 1  | 1   | 2   | 4   | 4   | 4   | 6   | 6   | 7   | 7   | 7   | 7   | 7   | 7   | 7    |

###### Record
- Maggior numero di vittorie: Pro Vercelli (17)
- Minor numero di sconfitte: Pro Vercelli (3)
- Miglior attacco: Pro Vercelli (61)
- Miglior difesa: Pro Vercelli (14)
- Miglior differenza reti: Pro Vercelli (47)
- Maggior numero di pareggi: Juventus e US Milanese (8)
- Minor numero di pareggi: Andrea Doria (1)
- Minor numero di vittorie: Vicenza (2)
- Maggior numero di sconfitte: Vicenza (17)
- Peggiore attacco: Vicenza (18)
- Peggior difesa: Vicenza (73)
- Peggior differenza reti: Vicenza (-55)
- Totale vittorie: 107
- Pareggi senza reti: 6
- Totale pareggi: 50
- Pareggi con più reti: 2-2 (5)
- Totale goal segnati: 399

##### Partite
- Partita con maggiore scarto di gol: Pro Vercelli - Vicenza 10-0 (10) e Bologna - Vicenza 11-1 (10)
- Partita con più reti: Bologna - Vicenza 11-1 (12)

### Girone B

#### Squadre partecipanti
| Club        | Rosa     | Città                  | Stadio                                                                                    | Stagione precedente |
| ----------- | -------- | ---------------------- | ----------------------------------------------------------------------------------------- | ------------------- |
| Alessandria | dettagli | Alessandria (AL)       | Campo degli Orti                                                                          | -                   |
| Brescia     | dettagli | Brescia (BS)           | Stadio di via Cesare Lombroso                                                             | -                   |
| Casale      | dettagli | Casale Monferrato (AL) | Stadio Natale Palli                                                                       | -                   |
| Genoa       | dettagli | Genova (GE)            | Campo del Genoa di via del Piano                                                          | -                   |
| Inter       | dettagli | Milano (MI)            | Campo di via Goldoni                                                                      | -                   |
| Legnano     | dettagli | Legnano (MI)           | Stadio Comunale                                                                           | -                   |
| Modena      | dettagli | Modena (MO)            | Campo di viale Fontanelli                                                                 | -                   |
| Padova      | dettagli | Padova (PD)            | Stadium                                                                                   | -                   |
| Pisa        | dettagli | Pisa (PI)              | Arena Garibaldi                                                                           | -                   |
| Savona      | dettagli | Savona (GE)            | Associazione Sportiva Dilettantistica Pro Savona Calcio#Stadio#StadioCampo di via Frugoni | -                   |
| Torino      | dettagli | Torino (TO)            | Campo Stradale Stupinigi                                                                  | -                   |
| Venezia     | dettagli | Venezia (VE)           | Campo di Sant'Elena                                                                       | -                   |

#### Classifica finale
|  | Pos. | Squadra     | Pt | G  | V  | N  | P  | GF | GS | DR  |
|  | ---- | ----------- | -- | -- | -- | -- | -- | -- | -- | --- |
|  | 1.   | Genoa       | 37 | 22 | 16 | 5  | 1  | 61 | 13 | +48 |
|  | 2.   | Alessandria | 28 | 22 | 9  | 10 | 3  | 41 | 24 | +17 |
|  | 3.   | Pisa        | 27 | 22 | 12 | 3  | 7  | 53 | 28 | +25 |
|  | 4.   | Modena      | 26 | 22 | 12 | 2  | 8  | 34 | 33 | +1  |
|  | 5.   | Padova      | 23 | 22 | 10 | 3  | 9  | 30 | 36 | -6  |
|  | 6.   | Casale      | 20 | 22 | 7  | 6  | 9  | 33 | 27 | +6  |
|  | 6.   | Legnano     | 20 | 22 | 7  | 6  | 9  | 28 | 29 | -1  |
|  | 6.   | Torino      | 20 | 22 | 6  | 8  | 8  | 21 | 29 | -8  |
|  | 6.   | Savona      | 20 | 22 | 9  | 2  | 11 | 28 | 33 | -5  |
|  | 10.  | Venezia     | 17 | 22 | 7  | 3  | 12 | 19 | 45 | -26 |
|  | 11.  | Brescia     | 15 | 22 | 6  | 3  | 13 | 19 | 33 | -14 |
|  | 12.  | Inter       | 11 | 22 | 3  | 5  | 14 | 29 | 66 | -37 |

Legenda:
      Qualificato alla finale.
 Disputa gli spareggi-salvezza.
      Retrocesso in Seconda Divisione 1922-1923.
Note:
Due punti a vittoria, uno a pareggio, zero a sconfitta.
Brescia, inizialmente salva. In seguito al Compromesso Colombo, costretta a disputare uno spareggio salvezza interfederale in gara doppia: vinse e si salvò, rimanendo in Prima Divisione.
Inter inizialmente obbligata a disputare uno spareggio salvezza in gara singola con la seconda classificata di Seconda Divisione. In seguito al Compromesso Colombo, costretta a disputare il succitato spareggio interdivisionale nonché uno spareggio interfederale in gara doppia: vinse entrambi e si salvò, rimanendo in Prima Divisione.
Venezia, inizialmente salva. In seguito al Compromesso Colombo, costretta a disputare uno spareggio salvezza interfederale in gara doppia: perse e retrocesse in Seconda Divisione. Infine, fallì la riammissione in Prima Divisione perdendo il primo di due spareggi supplementari in gara singola.

#### Risultati

##### Calendario
| Andata (1ª) | Andata (1ª) | Prima giornata     | Ritorno (12ª) | Ritorno (12ª) |
|             |             |                    |               |               |
| 2 ott.      | 0-0         | Casale-Alessandria | 1-1           | 18 dic.       |
| 2 ott.      | 6-0         | Legnano-Inter      | 2-2           | 18 dic.       |
| 2 apr.      | 2-1         | Modena-Padova      | 1-2           | 18 dic.       |
| 2 ott.      | 1-1         | Pisa-Genoa         | 0-2           | 18 dic.       |
| 2 ott.      | 2-0         | Torino-Savona      | 1-3           | 18 dic.       |
| 2 ott.      | 2-0         | Venezia-Brescia    | 3-0           | 18 dic.       |

| Andata (2ª) | Andata (2ª) | Seconda giornata   | Ritorno (13ª) | Ritorno (13ª) |
|             |             |                    |               |               |
| 9 ott.      | 1-0         | Alessandria-Modena | 0-2           | 22 gen.       |
| 9 ott.      | 1-1         | Brescia-Legnano    | 0-0           | 22 gen.       |
| 9 ott.      | 5-0         | Genoa-Casale       | 2-3           | 2 apr.        |
| 9 ott.      | 0-1         | Inter-Torino       | 2-2           | 2 apr.        |
| 9 ott.      | 1-0         | Padova-Venezia     | 1-0           | 22 gen.       |
| 9 ott.      | 3-1         | Savona-Pisa        | 0-4           | 22 gen.       |

| Andata (3ª) | Andata (3ª) | Terza giornata      | Ritorno (14ª) | Ritorno (14ª) |
|             |             |                     |               |               |
| 16 ott.     | 2-1         | Casale-Savona       | 0-2           | 9 apr.        |
| 16 ott.     | 3-1         | Legnano-Padova      | 1-2           | 29 gen.       |
| 16 ott.     | 1-0         | Modena-Brescia      | 0-1           | 29 gen.       |
| 16 ott.     | 7-2         | Pisa-Inter          | 2-2           | 9 apr.        |
| 16 ott.     | 0-2         | Torino-Genoa        | 0-2           | 9 apr.        |
| 16 ott.     | 2-2         | Venezia-Alessandria | 2-5           | 9 apr.        |

| Andata (4ª) | Andata (4ª) | Quarta giornata  | Ritorno (15ª) | Ritorno (15ª) |
|             |             |                  |               |               |
| 23 ott.     | 3-0         | Alessandria-Pisa | 2-3           | 5 feb.        |
| 23 ott.     | 1-0         | Brescia-Torino   | 0-1           | 5 feb.        |
| 23 ott.     | 7-0         | Genoa-Venezia    | 5-1           | 5 feb.        |
| 23 ott.     | 1-2         | Inter-Modena     | 1-5           | 5 feb.        |
| 23 ott.     | 1-1         | Padova-Casale    | 1-0           | 5 feb.        |
| 23 ott.     | 2-1         | Savona-Legnano   | 1-2           | 5 feb.        |

| Andata (5ª) | Andata (5ª) | Quinta giornata   | Ritorno (16ª) | Ritorno (16ª) |
|             |             |                   |               |               |
| 30 ott.     | 5-0         | Alessandria-Inter | 2-2           | 23 apr.       |
| 30 ott.     | 1-0         | Genoa-Brescia     | 1-0           | 12 feb.       |
| 30 ott.     | 1-1         | Legnano-Torino    | 0-2           | 23 apr.       |
| 30 ott.     | 2-1         | Modena-Pisa       | 1-4           | 12 feb.       |
| 30 ott.     | 2-0         | Savona-Padova     | 1-3           | 12 feb.       |
| 30 ott.     | 1-0         | Venezia-Casale    | 0-3           | 23 apr.       |

| Andata (6ª) | Andata (6ª) | Sesta giornata      | Ritorno (17ª) | Ritorno (17ª) |
|             |             |                     |               |               |
| 2 apr.      | 0-1         | Brescia-Alessandria | 2-2           | 30 apr.       |
| 6 nov.      | 0-1         | Casale-Legnano      | 0-1           | 30 apr.       |
| 6 nov.      | 2-0         | Inter-Savona        | 1-3           | 19 feb.       |
| 6 nov.      | 0-1         | Padova-Genoa        | 1-7           | 9 apr.        |
| 6 nov.      | 5-0         | Pisa-Venezia        | 0-2           | 19 feb.       |
| 6 nov.      | 3-2         | Torino-Modena       | 0-3           | 14 mag.       |

| Andata (7ª) | Andata (7ª) | Settima giornata   | Ritorno (18ª) | Ritorno (18ª) |
|             |             |                    |               |               |
| 13 nov.     | 3-1         | Alessandria-Padova | 1-3           | 7 mag.        |
| 13 nov.     | 2-0         | Genoa-Inter        | 4-1           | 30 apr.       |
| 13 nov.     | 4-2         | Legnano-Pisa       | 0-4           | 2 apr.        |
| 13 nov.     | 2-1         | Modena-Casale      | 0-6           | 7 mag.        |
| 13 nov.     | 2-3         | Savona-Brescia     | 0-3           | 23 apr.       |
| 13 nov.     | 0-0         | Venezia-Torino     | 1-1           | 7 mag.        |

| Andata (8ª) | Andata (8ª) | Ottava giornata     | Ritorno (19ª) | Ritorno (19ª) |
|             |             |                     |               |               |
| 20 nov.     | 3-1         | Alessandria-Legnano | 0-0           | 5 mar.        |
| 20 nov.     | 4-0         | Brescia-Casale      | 0-4           | 5 mar.        |
| 20 nov.     | 1-1         | Modena-Genoa        | 0-7           | 5 mar.        |
| 20 nov.     | 2-2         | Padova-Inter        | 4-3           | 5 mar.        |
| 20 nov.     | 3-0         | Savona-Venezia      | 1-2           | 5 mar.        |
| 20 nov.     | 0-2         | Torino-Pisa         | 1-4           | 5 mar.        |

| Andata (9ª) | Andata (9ª) | Nona giornata     | Ritorno (20ª) | Ritorno (20ª) |
|             |             |                   |               |               |
| 27 nov.     | 3-1         | Brescia-Inter     | 3-4           | 12 mar.       |
| 27 nov.     | 1-1         | Casale-Torino     | 1-1           | 12 mar.       |
| 27 nov.     | 2-2         | Genoa-Alessandria | 1-1           | 12 mar.       |
| 27 nov.     | 3-1         | Pisa-Padova       | 1-2           | 12 mar.       |
| 27 nov.     | 2-0         | Savona-Modena     | 0-2           | 12 mar.       |
| 27 nov.     | 1-0         | Venezia-Legnano   | 0-3           | 12 mar.       |

| Andata (10ª) | Andata (10ª) | Decima giornata    | Ritorno (21ª) | Ritorno (21ª) |
|              |              |                    |               |               |
| 4 dic.       | 3-0          | Alessandria-Savona | 1-1           | 19 mar.       |
| 4 dic.       | 1-3          | Inter-Casale       | 0-7           | 19 mar.       |
| 4 dic.       | 1-3          | Legnano-Genoa      | 0-2           | 19 mar.       |
| 4 dic.       | 4-1          | Modena-Venezia     | 2-0           | 19 mar.       |
| 4 dic.       | 1-1          | Padova-Torino      | 0-2           | 19 mar.       |
| 4 dic.       | 5-0          | Pisa-Brescia       | 2-0           | 19 mar.       |

| \| Andata (11ª) \| Andata (11ª) \| Undicesima giornata \| Ritorno (22ª) \| Ritorno (22ª) \| \| \| \| \| \| \| \| 11 dic. \| 0-0 \| Casale-Pisa \| 0-2 \| 26 mar. \| \| 11 dic. \| 2-0 \| Genoa-Savona \| 1-1 \| 26 mar. \| \| 11 dic. \| 0-0 \| Legnano-Modena \| 0-2 \| 26 mar. \| \| 11 dic. \| 2-0 \| Padova-Brescia \| 0-1 \| 26 mar. \| \| 11 dic. \| 1-1 \| Torino-Alessandria \| 0-2 \| 26 mar. \| \| 11 dic. \| 1-0 \| Venezia-Inter \| 0-2 \| 26 mar. \| |              |                     |               |               |
| Andata (11ª) | Andata (11ª) | Undicesima giornata | Ritorno (22ª) | Ritorno (22ª) |
| |              |                     |               |               |
| 11 dic. | 0-0          | Casale-Pisa         | 0-2           | 26 mar.       |
| 11 dic. | 2-0          | Genoa-Savona        | 1-1           | 26 mar.       |
| 11 dic. | 0-0          | Legnano-Modena      | 0-2           | 26 mar.       |
| 11 dic. | 2-0          | Padova-Brescia      | 0-1           | 26 mar.       |
| 11 dic. | 1-1          | Torino-Alessandria  | 0-2           | 26 mar.       |
| 11 dic. | 1-0          | Venezia-Inter       | 0-2           | 26 mar.       |

#### Statistiche

##### Squadre

###### Classifica in divenire
| [ 19 ]      | 1ª | 2ª | 3ª | 4ª | 5ª | 6ª | 7ª | 8ª | 9ª | 10ª | 11ª | 12ª | 13ª | 14ª | 15ª | 16ª | 17ª | 18ª | 19ª | 20ª | 21ª | 22ª | Rec. |
| [ 19 ]      |    |    |    |    |    |    |    |    |    |     |     |     |     |     |     |     |     |     |     |     |     |     |      |
| ----------- | -- | -- | -- | -- | -- | -- | -- | -- | -- | --- | --- | --- | --- | --- | --- | --- | --- | --- | --- | --- | --- | --- | ---- |
| Alessandria | 1  | 3  | 4  | 6  | 8  | 10 | 12 | 14 | 15 | 17  | 18  | 19  | 19  | 21  | 21  | 21  | 21  | 21  | 22  | 23  | 24  | 26  | 28   |
| Brescia     | 0  | 1  | 1  | 3  | 3  | 3  | 5  | 7  | 9  | 9   | 9   | 9   | 10  | 12  | 12  | 12  | 12  | 12  | 12  | 12  | 12  | 14  | 17   |
| Casale      | 1  | 1  | 3  | 4  | 4  | 4  | 4  | 4  | 5  | 7   | 8   | 9   | 9   | 9   | 9   | 9   | 9   | 9   | 11  | 12  | 14  | 14  | 20   |
| Genoa       | 1  | 3  | 5  | 7  | 9  | 11 | 13 | 14 | 15 | 17  | 19  | 21  | 21  | 23  | 25  | 27  | 27  | 27  | 29  | 30  | 32  | 33  | 37   |
| Inter       | 0  | 0  | 0  | 0  | 0  | 2  | 2  | 3  | 3  | 3   | 3   | 4   | 4   | 4   | 4   | 4   | 4   | 4   | 4   | 6   | 6   | 8   | 11   |
| Legnano     | 2  | 3  | 5  | 5  | 6  | 8  | 10 | 10 | 10 | 10  | 11  | 12  | 13  | 13  | 15  | 15  | 15  | 15  | 16  | 18  | 18  | 18  | 20   |
| Modena      | 0  | 0  | 2  | 4  | 6  | 6  | 8  | 9  | 9  | 11  | 12  | 12  | 14  | 14  | 16  | 16  | 16  | 16  | 16  | 18  | 20  | 22  | 26   |
| Padova      | 0  | 2  | 2  | 3  | 3  | 3  | 3  | 4  | 4  | 5   | 7   | 9   | 11  | 13  | 15  | 17  | 17  | 17  | 19  | 21  | 21  | 21  | 23   |
| Pisa        | 1  | 1  | 3  | 3  | 3  | 5  | 5  | 7  | 9  | 11  | 12  | 12  | 14  | 14  | 16  | 18  | 18  | 18  | 20  | 20  | 22  | 24  | 27   |
| Savona      | 0  | 2  | 2  | 4  | 6  | 6  | 6  | 8  | 10 | 10  | 10  | 12  | 12  | 14  | 14  | 14  | 16  | 16  | 16  | 16  | 17  | 18  | 18   |
| Torino      | 2  | 4  | 4  | 4  | 5  | 7  | 8  | 8  | 9  | 10  | 11  | 11  | 11  | 11  | 13  | 13  | 13  | 13  | 13  | 14  | 16  | 16  | 20   |
| Venezia     | 2  | 2  | 3  | 3  | 5  | 5  | 6  | 6  | 8  | 8   | 10  | 12  | 12  | 12  | 12  | 12  | 14  | 14  | 16  | 16  | 16  | 16  | 17   |

###### Record
- Maggior numero di vittorie: Genoa (16)
- Minor numero di sconfitte: Genoa (1)
- Miglior attacco: Genoa (61)
- Miglior difesa: Genoa (13)
- Miglior differenza reti: Genoa (48)
- Maggior numero di pareggi: Alessandria (10)
- Minor numero di pareggi: Modena e Savona (2)
- Minor numero di vittorie: Inter (3)
- Maggior numero di sconfitte: Inter (14)
- Peggiore attacco: Brescia e Venezia (19)
- Peggior difesa: Inter (66)
- Peggior differenza reti: Inter (-37)
- Totale vittorie (104)
- Pareggi con più reti 2-2 (6)
- Totale pareggi (56)
- Totale goal segnati: (396)

##### Partite
- Partita con maggiore scarto di gol: Casale - Inter, Genoa - Venezia e Genoa - Modena 7-0 (7)
- Partita con più reti: Pisa - Inter 7-2 (9)

### Finali di Lega Nord
|              | Risultati |              | Luogo e data            |
| ------------ | --------- | ------------ | ----------------------- |
| Pro Vercelli | 0-0       | Genoa        | Vercelli, 7 maggio 1922 |
| Genoa        | 1-2       | Pro Vercelli | Genova, 14 maggio 1922  |
|              |           |              |                         |

La Pro Vercelli è campione della Lega Nord.

## Lega Sud

### Squadre partecipanti

#### Sezione campana
| Club                          | Rosa     | Città                   | Stadio                                                     | Stagione 1921-1922          |
| ----------------------------- | -------- | ----------------------- | ---------------------------------------------------------- | --------------------------- |
| Bagnolese                     | dettagli | Bagnoli                 | Campo ILVA                                                 |                             |
| Internazionale Napoli         | dettagli | Napoli                  | Terme di Agnano                                            |                             |
| Naples                        | dettagli | Napoli                  | Poligono di tiro a segno nazionale "Vittorio Emanuele III" |                             |
| Puteolana                     | dettagli | Pozzuoli                | Campo Armstrong                                            |                             |
| Salernitana                   | dettagli | Salerno                 | Campo di Piazza d'Armi                                     |                             |
| Savoia                        | dettagli | Torre Annunziata        | Campo Oncino                                               |                             |
| Stabia                        | dettagli | Castellammare di Stabia | Campo di via Gragnano                                      | 1ª nella Promozione campana |
| Qualificazioni pre-campionato |          |                         |                                                            |                             |
| Cavese                        | dettagli | Cava de' Tirreni        |                                                            |                             |
| Nocerina                      | dettagli | Nocera Inferiore        | Piazza D'Armi                                              |                             |

#### Sezione laziale
| Club           | Rosa     | Città  | Stadio                     | Stagione 1921-1922          |
| -------------- | -------- | ------ | -------------------------- | --------------------------- |
| Alba Roma      | dettagli | Roma   |                            | 1ª nella Promozione laziale |
| Audace Roma    | dettagli | Roma   | Velodromo Salario          |                             |
| Fortitudo      | dettagli | Roma   | Campo "Madonna del Riposo" |                             |
| Juventus Audax | dettagli | Roma   | Campo della Farnesina      |                             |
| Lazio          | dettagli | Roma   | Stadio della Rondinella    |                             |
| Pro Roma       | dettagli | Roma   | Campo Piramide             |                             |
| Roman          | dettagli | Roma   | Campo di Due Pini          |                             |
| US Romana      | dettagli | Roma   | Campo dell'Olmo            |                             |
| Tiberis        | dettagli | Roma   |                            | 3º nella Promozione laziale |
| Tivoli         | dettagli | Tivoli |                            | 2º nella Promozione laziale |
| Vittoria Roma  | dettagli | Roma   | Trastevere Stadium         |                             |

#### Sezione marchigiana
Sezione di nuova attivazione.
| Club             | Rosa     | Città      | Stadio |
| ---------------- | -------- | ---------- | ------ |
| Anconitana       | dettagli | Ancona     |        |
| Folgore Ancona   | dettagli | Ancona     |        |
| Helvia Recina    | dettagli | Macerata   |        |
| FBC Macerata     | dettagli | Macerata   |        |
| Vigor Senigallia | dettagli | Senigallia |        |
| Virtus Macerata  | dettagli | Macerata   |        |

#### Sezione pugliese
| Club                          | Rosa     | Città   | Stadio                   | Stagione precedente |
| ----------------------------- | -------- | ------- | ------------------------ | ------------------- |
| Audace Taranto                | dettagli | Taranto | Campo del Regio Arsenale |                     |
| Liberty                       | dettagli | Bari    | Campo San Lorenzo        |                     |
| Pro Italia                    | dettagli | Taranto | Campo del Regio Arsenale |                     |
| Veloce Taranto                | dettagli | Taranto | Campo del Regio Arsenale |                     |
| qualificazioni pre-campionato |          |         |                          |                     |
| Enotria Taranto               | dettagli | Taranto | Campo del Regio Arsenale |                     |
| FBC Garibaldino               | dettagli | Taranto |                          |                     |
| Libertas                      | dettagli | Taranto |                          |                     |

#### Sezione siciliana
Sezione di nuova attivazione.
| Club             | Rosa     | Città   | Stadio                                |
| ---------------- | -------- | ------- | ------------------------------------- |
| Libertas Palermo | dettagli | Palermo | Campo Ranzano                         |
| Messina SC       | dettagli | Messina | Campo “Enzo Geraci” alla Cittadella   |
| Messinese        | dettagli | Messina | Campo Piano Mosella                   |
| Palermo          | dettagli | Palermo | Campo di via Francesco Paolo Di Blasi |
| Umberto I        | dettagli | Messina | Campo Piano Mosella                   |
| Vigor Trapani    | dettagli | Trapani | Campo degli Spalti                    |

### Sezione campana

#### Spareggi pre-campionato
La Nocerina chiese l'ammissione al campionato di Prima Divisione campana. La C.C.I. rispose che per essere ammessa avrebbe dovuto disputare e vincere uno spareggio di qualificazione pre-campionato contro un'altra squadra aspirante alla Prima Divisione, la Cavese.
|          | Risultati |          | Luogo e data                      |
| -------- | --------- | -------- | --------------------------------- |
| Nocerina | 3-1       | Cavese   | Nocera Inferiore, 16 ottobre 1921 |
| Cavese   | 2-2       | Nocerina | Cava de' Tirreni, 23 ottobre 1921 |
|          |           |          |                                   |

Dunque vi avrebbe dovuto partecipare anche la Nocerina in qualità di vincente di uno spareggio di qualificazione pre-campionato contro la Cavese, ma venne esclusa a pochi giorni dall'inizio del campionato per non aver disputato l'anno precedente il campionato di Promozione. Una motivazione che nascondeva l'intento di punire la Nocerina per un'invasione di campo da parte di tifosi nocerini che influenzò l'esito dello spareggio promozione. La seconda giornata (13 novembre) fu rinviata e fatta giocare dopo la fine dell'andata. Dopo la sua esclusione le squadre che la dovevano incontrare osservarono il turno di riposo.

#### Classifica finale
|  | Pos. | Squadra               | Pt | G  | V  | N | P  | GF | GS | DR  |
|  | ---- | --------------------- | -- | -- | -- | - | -- | -- | -- | --- |
|  | 1.   | Puteolana             | 24 | 12 | 12 | 0 | 0  | 31 | 2  | +29 |
|  | 2.   | Savoia                | 18 | 12 | 9  | 0 | 3  | 38 | 10 | +28 |
|  | 3.   | Internazionale Napoli | 12 | 12 | 5  | 2 | 5  | 13 | 16 | -3  |
|  | 4.   | Naples                | 11 | 12 | 5  | 1 | 6  | 15 | 23 | -8  |
|  | 5.   | Bagnolese             | 10 | 12 | 3  | 4 | 5  | 13 | 23 | -10 |
|  | 6.   | Stabia                | 9  | 12 | 4  | 1 | 7  | 14 | 24 | -10 |
|  | 7.   | Salernitana           | 0  | 12 | 0  | 0 | 12 | 2  | 28 | -26 |

Legenda:

      Ammesso alla finale della Lega Sud.
      Retrocesso in Seconda Divisione.
Note:

Due punti a vittoria, uno a pareggio, zero a sconfitta.
Di seguito sono riportati i risultati non certi: Puteolana-Savoia 2-0 a tavolino (5-1 per Almanacco 1898-2004), Bagnolese-Salernitana 2-0 (2-1 per Almanacco 1898-2004) e Savoia-Salernitana 2-0 a tavolino (3-1 per almanacco 1898-2004).

#### Risultati

##### Calendario
| Andata (1ª) | Andata (1ª) | Prima giornata             | Ritorno (8ª) | Ritorno (8ª) |
|             |             |                            |              |              |
| 6 nov.      | x           | Bagnolese-Nocerina         | x            | 15 gen.      |
| 6 nov.      | 3-1         | Puteolana-Naples           | 4-0          | 15 gen.      |
| 6 nov.      | 1-3         | Salernitana-Internazionale | 0-2          | 15 gen.      |
| 6 nov.      | 6-0         | Savoia-Stabia              | 3-0          | 15 gen.      |

| Andata (2ª) | Andata (2ª) | Seconda giornata         | Ritorno (9ª) | Ritorno (9ª) |
|             |             |                          |              |              |
| 5 mar.      | x           | Nocerina-Savoia          | x            | 22 gen.      |
| 5 mar.      | 2-0         | Naples-Salernitana       | 2-1          | 22 gen.      |
| 5 mar.      | 0-3         | Internazionale-Puteolana | 0-1          | 22 gen.      |
| 5 mar.      | 3-2         | Stabia-Bagnolese         | 1-1          | 22 gen.      |

| Andata (3ª) | Andata (3ª) | Terza giornata           | Ritorno (10ª) | Ritorno (10ª) |
|             |             |                          |               |               |
| 20 nov.     | 3-0         | Puteolana-Stabia         | 3-1           | 29 gen.       |
| 20 nov.     | x           | Salernitana-Nocerina     | x             | 29 gen.       |
| 20 nov.     | 5-1         | Savoia-Naples            | 4-1           | 29 gen.       |
| 20 nov.     | 1-1         | Bagnolese-Internazionale | 0-0           | 29 gen.       |

| Andata (4ª) | Andata (4ª) | Quarta giornata       | Ritorno (11ª) | Ritorno (11ª) |
|             |             |                       |               |               |
| 27 nov.     | 2-0         | Stabia-Salernitana    | 4-0           | 5 feb.        |
| 27 nov.     | x           | Nocerina-Puteolana    | x             | 5 feb.        |
| 12 mar.     | 0-2         | Naples-Bagnolese      | 0-0           | 5 feb.        |
| 30 apr.     | 2-0         | Internazionale-Savoia | 1-5           | 5 feb.        |

| Andata (5ª) | Andata (5ª) | Quinta giornata         | Ritorno (12ª) | Ritorno (12ª) |
|             |             |                         |               |               |
| 4 dic.      | 0-8         | Bagnolese-Savoia        | 2-3           | 12 feb.       |
| 4 dic.      | 2-0         | Puteolana-Salernit.     | 2-0           | 12 feb.       |
| 4 dic.      | x           | Nocerina-Internazionale | x             | 12 feb.       |
| 26 mar.     | 2-1         | Naples-Stabia           | 2-1           | 12 feb.       |

| Andata (6ª) | Andata (6ª) | Sesta giornata        | Ritorno (13ª) | Ritorno (13ª) |
|             |             |                       |               |               |
| 11 dic.     | 1-0         | Internazionale-Naples | 1-4           | 19 mar.       |
| 11 dic.     | x           | Stabia-Nocerina       | x             | 19 feb.       |
| 11 dic.     | 0-3         | Salernitana-Bagnolese | 0-2           | 19 feb.       |
| 11 dic.     | 0-1         | Savoia-Puteolana      | 0-2           | 19 feb.       |

| Andata (7ª) | Andata (7ª) | Settima giornata      | Ritorno (14ª) | Ritorno (14ª) |
|             |             |                       |               |               |
| 18 dic.     | x           | Naples-Nocerina       | x             | 26 feb.       |
| 18 dic.     | 0-2         | Salernitana-Savoia    | 0-2           | 26 feb.       |
| 18 dic.     | 0-3         | Bagnolese-Puteolana   | 0-4           | 26 feb.       |
| 18 dic.     | 2-0         | Internazionale-Stabia | 0-1           | 26 feb.       |

##### Tabellone
|                       | USB  | INT  | NAP  | PUT  | SAL  | SAV  | STA  |
| --------------------- | ---- | ---- | ---- | ---- | ---- | ---- | ---- |
| US Bagnolese          | –––– | 1-1  | 0-0  | 0-3  | 2-0  | 0-8  | 1-1  |
| Internazionale Napoli | 0-0  | –––– | 1-0  | 0-3  | 2-0  | 2-0  | 2-0  |
| Naples                | 0-2  | 4-1  | –––– | 0-4  | 2-0  | 1-4  | 2-1  |
| Puteolana             | 4-0  | 1-0  | 3-1  | –––– | 2-0  | 2-0  | 3-0  |
| Salernitana           | 0-3  | 1-3  | 1-2  | 0-2  | –––– | 0-2  | 0-4  |
| Savoia                | 3-2  | 5-1  | 5-1  | 0-1  | 2-0  | –––– | 6-0  |
| Stabia                | 3-2  | 1-0  | 1-2  | 1-3  | 2-0  | 0-3  | –––– |

### Sezione laziale

#### Classifica finale
|  | Pos. | Squadra        | Pt      | G  | V  | N | P  | GF | GS | DR  |
|  | ---- | -------------- | ------- | -- | -- | - | -- | -- | -- | --- |
|  | 1.   | Fortitudo      | 28      | 16 | 13 | 2 | 1  | 35 | 10 | +25 |
|  | 2.   | Alba Roma      | 24      | 16 | 11 | 2 | 3  | 38 | 13 | +25 |
|  | 3.   | Juventus Audax | 20      | 16 | 8  | 4 | 4  | 45 | 26 | +19 |
|  | 3.   | Lazio          | 20      | 16 | 8  | 4 | 4  | 37 | 22 | +15 |
|  | 5.   | US Romana      | 14      | 16 | 5  | 4 | 7  | 24 | 29 | -5  |
|  | 6.   | Roman          | 12      | 16 | 4  | 4 | 8  | 24 | 39 | -15 |
|  | 7.   | Audace Roma    | 12      | 16 | 4  | 4 | 8  | 32 | 42 | -10 |
|  | 8.   | Pro Roma       | 8       | 16 | 2  | 4 | 10 | 15 | 37 | -22 |
|  | 9.   | Tivoli         | 6       | 16 | 2  | 2 | 12 | 20 | 52 | -32 |
|  | --   | Tiberis        | Esclusa |    |    |   |    |    |    |     |
|  | --   | Vittoria Roma  | Esclusa |    |    |   |    |    |    |     |

Legenda:

      Ammesso alla finale della Lega Sud.
      Retrocesso in Seconda Divisione.
 Retrocessione diretta.
 Escluso a campionato in corso.
Note:

Due punti a vittoria, uno a pareggio, zero a sconfitta.
Audace Roma retrocesso dopo aver perso lo spareggio contro l'ex aequo Roman.
Tiberis e Vittoria furono escluse dal campionato dopo cinque giornate per irregolarità nell'iscrizione, quindi retrocesse.

#### Spareggio retrocessione
|       | Risultati |        | Luogo e data        |
| ----- | --------- | ------ | ------------------- |
| Roman | 2-1       | Audace | Roma, 2 luglio 1922 |
|       |           |        |                     |

#### Risultati

##### Calendario
Girone di andata
|              | 1ª giornata             |     |
|              |                         |     |
| 6 nov.       | Juventus Audax-Vittoria | 4-0 |
| 6 nov.       | Pro Roma-Tivoli         | 4-1 |
| 30 apr.      | Audace-US Romana        | 3-9 |
| 6 nov.       | Fortitudo-Tiberis       | 4-1 |
| 6 nov.       | Lazio-Roman             | 1-0 |
| Riposa: Alba |                         |     |

|                  | 2ª giornata          |      |
|                  |                      |      |
| 20 nov.          | Lazio-Juventus Audax | 1-1  |
| 20 nov.          | US Romana-Vittoria   | 7-0  |
| 20 nov.          | Alba-Tiberis         | 17-0 |
| 20 nov.          | Fortitudo-Audace     | 4-0  |
| 20 nov.          | Roman-Tivoli         | 5-4  |
| Riposa: Pro Roma |                      |      |

|              | 1ª giornata             |     |
|              |                         |     |
| 6 nov.       | Juventus Audax-Vittoria | 4-0 |
| 6 nov.       | Pro Roma-Tivoli         | 4-1 |
| 30 apr.      | Audace-US Romana        | 3-9 |
| 6 nov.       | Fortitudo-Tiberis       | 4-1 |
| 6 nov.       | Lazio-Roman             | 1-0 |
| Riposa: Alba |                         |     |

|                  | 2ª giornata          |      |
|                  |                      |      |
| 20 nov.          | Lazio-Juventus Audax | 1-1  |
| 20 nov.          | US Romana-Vittoria   | 7-0  |
| 20 nov.          | Alba-Tiberis         | 17-0 |
| 20 nov.          | Fortitudo-Audace     | 4-0  |
| 20 nov.          | Roman-Tivoli         | 5-4  |
| Riposa: Pro Roma |                      |      |

|                 | 3ª giornata           |     |
|                 |                       |     |
| 5 feb.          | US Romana-Lazio       | 2-1 |
| 5 feb.          | Roman-Pro Roma        | 2-1 |
| 27 nov.         | Fortitudo-Vittoria    | 5-0 |
| 27 nov.         | Tivoli-Juventus Audax | 2-9 |
| 7 mag.          | Alba-Audace           | 7-2 |
| Riposa: Tiberis |                       |     |

|               | 4ª giornata             |     |
|               |                         |     |
| 4 dic.        | Fortitudo-Lazio         | 2-1 |
| 4 dic.        | Audace-Tiberis          | 8-0 |
| 4 dic.        | Tivoli-US Romana        | 0-2 |
| 4 dic.        | Juventus Audax-Pro Roma | 3-1 |
| 4 dic.        | Alba-Vittoria           | 5-0 |
| Riposa: Roman |                         |     |

|                 | 3ª giornata           |     |
|                 |                       |     |
| 5 feb.          | US Romana-Lazio       | 2-1 |
| 5 feb.          | Roman-Pro Roma        | 2-1 |
| 27 nov.         | Fortitudo-Vittoria    | 5-0 |
| 27 nov.         | Tivoli-Juventus Audax | 2-9 |
| 7 mag.          | Alba-Audace           | 7-2 |
| Riposa: Tiberis |                       |     |

|               | 4ª giornata             |     |
|               |                         |     |
| 4 dic.        | Fortitudo-Lazio         | 2-1 |
| 4 dic.        | Audace-Tiberis          | 8-0 |
| 4 dic.        | Tivoli-US Romana        | 0-2 |
| 4 dic.        | Juventus Audax-Pro Roma | 3-1 |
| 4 dic.        | Alba-Vittoria           | 5-0 |
| Riposa: Roman |                         |     |

|                | 5ª giornata          |     |
|                |                      |     |
| 11 dic.        | Tivoli-Fortitudo     | 0-1 |
| 11 dic.        | Juventus Audax-Roman | 3-2 |
| 11 dic.        | Alba-Lazio           | 1-0 |
| 11 dic.        | Vittoria-Tiberis     | 0-1 |
| 11 dic.        | Pro Roma-US Romana   | 1-1 |
| Riposa: Audace |                      |     |

|         | 6ª giornata        |     |
|         |                    |     |
| 18 dic. | Alba-Tivoli        | 2-0 |
| 18 dic. | Pro Roma-Fortitudo | 0-2 |
| 18 dic. | US Romana-Roman    | 2-3 |

|                | 5ª giornata          |     |
|                |                      |     |
| 11 dic.        | Tivoli-Fortitudo     | 0-1 |
| 11 dic.        | Juventus Audax-Roman | 3-2 |
| 11 dic.        | Alba-Lazio           | 1-0 |
| 11 dic.        | Vittoria-Tiberis     | 0-1 |
| 11 dic.        | Pro Roma-US Romana   | 1-1 |
| Riposa: Audace |                      |     |

|         | 6ª giornata        |     |
|         |                    |     |
| 18 dic. | Alba-Tivoli        | 2-0 |
| 18 dic. | Pro Roma-Fortitudo | 0-2 |
| 18 dic. | US Romana-Roman    | 2-3 |

|                | 7ª giornata              |     |
|                |                          |     |
| 28 mag.        | Lazio-Audace             | 2-3 |
| 7 mag.         | Roman-Fortitudo          | 1-1 |
| 8 gen.         | Pro Roma-Alba            | 1-1 |
| ???            | Juventus Audax-US Romana | 0-0 |
| Riposa: Tivoli |                          |     |

|                   | 8ª giornata              |     |
|                   |                          |     |
| 15 gen.           | Pro Roma-Lazio           | 0-3 |
| 15 gen.           | Fortitudo-Juventus Audax | 3-0 |
| 15 gen.           | Roman-Alba               | 1-3 |
| 15 gen.           | Audace-Tivoli            | 6-0 |
| Riposa: US Romana |                          |     |

|                | 7ª giornata              |     |
|                |                          |     |
| 28 mag.        | Lazio-Audace             | 2-3 |
| 7 mag.         | Roman-Fortitudo          | 1-1 |
| 8 gen.         | Pro Roma-Alba            | 1-1 |
| ???            | Juventus Audax-US Romana | 0-0 |
| Riposa: Tivoli |                          |     |

|                   | 8ª giornata              |     |
|                   |                          |     |
| 15 gen.           | Pro Roma-Lazio           | 0-3 |
| 15 gen.           | Fortitudo-Juventus Audax | 3-0 |
| 15 gen.           | Roman-Alba               | 1-3 |
| 15 gen.           | Audace-Tivoli            | 6-0 |
| Riposa: US Romana |                          |     |

|               | 9ª giornata         |     |
|               |                     |     |
| 22 gen.       | Fortitudo-US Romana | 1-1 |
| 22 gen.       | Audace-Pro Roma     | 4-0 |
| 22 gen.       | Juventus Audax-Alba | 0-0 |
| 22 gen.       | Tivoli-Lazio        | 1-3 |
| Riposa: Roman |                     |     |

|         | 10ª giornata   |     |
|         |                |     |
| 29 gen. | Alba-US Romana | 4-1 |
| 29 gen. | Audace-Roman   | 5-1 |

|               | 9ª giornata         |     |
|               |                     |     |
| 22 gen.       | Fortitudo-US Romana | 1-1 |
| 22 gen.       | Audace-Pro Roma     | 4-0 |
| 22 gen.       | Juventus Audax-Alba | 0-0 |
| 22 gen.       | Tivoli-Lazio        | 1-3 |
| Riposa: Roman |                     |     |

|         | 10ª giornata   |     |
|         |                |     |
| 29 gen. | Alba-US Romana | 4-1 |
| 29 gen. | Audace-Roman   | 5-1 |

| \| \| 11ª giornata \| \| \| \| \| \| \| 5 feb. \| Fortitudo-Alba \| 1-0 \| \| 5 feb. \| Juventus Audax-Audace \| 2-2 \| |                       |     |
| | 11ª giornata          |     |
| |                       |     |
| 5 feb. | Fortitudo-Alba        | 1-0 |
| 5 feb. | Juventus Audax-Audace | 2-2 |

|        | 11ª giornata          |     |
|        |                       |     |
| 5 feb. | Fortitudo-Alba        | 1-0 |
| 5 feb. | Juventus Audax-Audace | 2-2 |

Girone di ritorno
|                        | 1ª giornata      |     |
|                        |                  |     |
| 12 feb.                | Audace-Lazio     | 2-2 |
| 21 mag.                | US Romana-Alba   | 2-1 |
| 12 feb.                | Pro Roma-Roman   | 2-1 |
| 12 feb.                | Fortitudo-Tivoli | 3-0 |
| Riposa: Juventus Audax |                  |     |

|                   | 2ª giornata           |     |
|                   |                       |     |
| 19 feb.           | Fortitudo-Pro Roma    | 3-0 |
| 30 apr.           | Roman-Lazio           | 1-1 |
| 19 feb.           | Juventus Audax-Tivoli | 7-1 |
| 18 giu.           | Audace-Alba           | 1-3 |
| Riposa: US Romana |                       |     |

|                        | 1ª giornata      |     |
|                        |                  |     |
| 12 feb.                | Audace-Lazio     | 2-2 |
| 21 mag.                | US Romana-Alba   | 2-1 |
| 12 feb.                | Pro Roma-Roman   | 2-1 |
| 12 feb.                | Fortitudo-Tivoli | 3-0 |
| Riposa: Juventus Audax |                  |     |

|                   | 2ª giornata           |     |
|                   |                       |     |
| 19 feb.           | Fortitudo-Pro Roma    | 3-0 |
| 30 apr.           | Roman-Lazio           | 1-1 |
| 19 feb.           | Juventus Audax-Tivoli | 7-1 |
| 18 giu.           | Audace-Alba           | 1-3 |
| Riposa: US Romana |                       |     |

|               | 3ª giornata              |     |
|               |                          |     |
| 26 feb.       | US Romana-Audace         | 1-0 |
| 26 feb.       | Lazio-Alba               | 3-2 |
| 7 mag.        | Tivoli-Pro Roma          | 3-3 |
| 26 feb.       | Juventus Audax-Fortitudo | 0-2 |
| Riposa: Roman |                          |     |

|                | 4ª giornata             |     |
|                |                         |     |
| 5 mar.         | Alba-Fortitudo          | 0-1 |
| 5 mar.         | Lazio-US Romana         | 3-2 |
| 14 mag.        | Tivoli-Roman            | 1-3 |
| 5 mar.         | Pro Roma-Juventus Audax | 0-2 |
| Riposa: Audace |                         |     |

|               | 3ª giornata              |     |
|               |                          |     |
| 26 feb.       | US Romana-Audace         | 1-0 |
| 26 feb.       | Lazio-Alba               | 3-2 |
| 7 mag.        | Tivoli-Pro Roma          | 3-3 |
| 26 feb.       | Juventus Audax-Fortitudo | 0-2 |
| Riposa: Roman |                          |     |

|                | 4ª giornata             |     |
|                |                         |     |
| 5 mar.         | Alba-Fortitudo          | 0-1 |
| 5 mar.         | Lazio-US Romana         | 3-2 |
| 14 mag.        | Tivoli-Roman            | 1-3 |
| 5 mar.         | Pro Roma-Juventus Audax | 0-2 |
| Riposa: Audace |                         |     |

|                   | 5ª giornata              |     |
|                   |                          |     |
| 12 mar.           | Alba-Roman               | 3-0 |
| 7 mag.            | US Romana-Juventus Audax | 0-4 |
| 12 mar.           | Audace-Pro Roma          | 1-1 |
| 12 mar.           | Lazio-Tivoli             | 1-1 |
| Riposa: Fortitudo |                          |     |

|                  | 6ª giornata          |     |
|                  |                      |     |
| 19 mar.          | Juventus Audax-Lazio | 1-2 |
| 19 mar.          | US Romana-Fortitudo  | 0-3 |
| 19 mar.          | Roman-Audace         | 0-0 |
| 19 mar.          | Tivoli-Alba          | 0-2 |
| Riposa: Pro Roma |                      |     |

|                   | 5ª giornata              |     |
|                   |                          |     |
| 12 mar.           | Alba-Roman               | 3-0 |
| 7 mag.            | US Romana-Juventus Audax | 0-4 |
| 12 mar.           | Audace-Pro Roma          | 1-1 |
| 12 mar.           | Lazio-Tivoli             | 1-1 |
| Riposa: Fortitudo |                          |     |

|                  | 6ª giornata          |     |
|                  |                      |     |
| 19 mar.          | Juventus Audax-Lazio | 1-2 |
| 19 mar.          | US Romana-Fortitudo  | 0-3 |
| 19 mar.          | Roman-Audace         | 0-0 |
| 19 mar.          | Tivoli-Alba          | 0-2 |
| Riposa: Pro Roma |                      |     |

|              | 7ª giornata          |     |
|              |                      |     |
| 26 mar.      | Pro Roma-Lazio       | 1-6 |
| 26 mar.      | Audace-Fortitudo     | 1-3 |
| 26 mar.      | US Romana-Tivoli     | 1-3 |
| 26 mar.      | Roman-Juventus Audax | 2-3 |
| Riposa: Alba |                      |     |

|                | 8ª giornata           |     |
|                |                       |     |
| 2 apr.         | Lazio-Fortitudo       | 5-2 |
| 2 apr.         | Alba-Pro Roma         | 2-0 |
| 2 apr.         | Roman-US Romana       | 1-1 |
| 2 apr.         | Audace-Juventus Audax | 2-4 |
| Riposa: Tivoli |                       |     |

|              | 7ª giornata          |     |
|              |                      |     |
| 26 mar.      | Pro Roma-Lazio       | 1-6 |
| 26 mar.      | Audace-Fortitudo     | 1-3 |
| 26 mar.      | US Romana-Tivoli     | 1-3 |
| 26 mar.      | Roman-Juventus Audax | 2-3 |
| Riposa: Alba |                      |     |

|                | 8ª giornata           |     |
|                |                       |     |
| 2 apr.         | Lazio-Fortitudo       | 5-2 |
| 2 apr.         | Alba-Pro Roma         | 2-0 |
| 2 apr.         | Roman-US Romana       | 1-1 |
| 2 apr.         | Audace-Juventus Audax | 2-4 |
| Riposa: Tivoli |                       |     |

| \| \| 9ª giornata \| \| \| \| \| \| \| 25 giu. \| Alba-Juventus Audax \| 6-0 \| \| 9 apr. \| Tivoli-Audace \| 3-0 \| \| 9 apr. \| US Romana-Pro Roma \| 1-0 \| \| 9 apr. \| Fortitudo-Roman \| 3-1 \| \| Riposa: Lazio \| \| \| |                     |     |
| | 9ª giornata         |     |
| |                     |     |
| 25 giu. | Alba-Juventus Audax | 6-0 |
| 9 apr. | Tivoli-Audace       | 3-0 |
| 9 apr. | US Romana-Pro Roma  | 1-0 |
| 9 apr. | Fortitudo-Roman     | 3-1 |
| Riposa: Lazio |                     |     |

|               | 9ª giornata         |     |
|               |                     |     |
| 25 giu.       | Alba-Juventus Audax | 6-0 |
| 9 apr.        | Tivoli-Audace       | 3-0 |
| 9 apr.        | US Romana-Pro Roma  | 1-0 |
| 9 apr.        | Fortitudo-Roman     | 3-1 |
| Riposa: Lazio |                     |     |

##### Tabellone
|                | ALB  | AUD  | FOR  | JUV  | LAZ  | PRO  | ROM  | TIV  | USR  |
| -------------- | ---- | ---- | ---- | ---- | ---- | ---- | ---- | ---- | ---- |
| Alba           | –––– | 7-2  | 0-1  | 6-0  | 1-0  | 2-0  | 3-0  | 2-0  | 4-1  |
| Audace         | 1-3  | –––– | 1-3  | 2-4  | 2-2  | 4-0  | 5-1  | 6-0  | 3-9  |
| Fortitudo      | 1-0  | 4-0  | –––– | 3-0  | 2-1  | 3-0  | 3-1  | 3-0  | 1-1  |
| Juventus Audax | 0-0  | 2-2  | 0-2  | –––– | 1-2  | 3-1  | 8-2  | 7-1  | 0-0  |
| Lazio          | 5-2  | 2-3  | 5-2  | 1-1  | –––– | 6-1  | 1-0  | 1-1  | 3-2  |
| Pro Roma       | 1-1  | 1-1  | 0-2  | 0-3  | 0-3  | –––– | 2-1  | 4-1  | 1-1  |
| Roman          | 1-3  | 0-0  | 1-1  | 2-3  | 1-1  | 2-1  | –––– | 3-1  | 1-1  |
| Tivoli         | 0-2  | 3-0  | 0-1  | 2-9  | 1-3  | 3-3  | 4-5  | –––– | 0-2  |
| US Romana      | 0-2  | 1-0  | 0-3  | 0-4  | 2-1  | 1-0  | 2-3  | 1-3  | –––– |

### Sezione marchigiana

#### Girone A

##### Classifica finale
|  | Pos. | Squadra         | Pt | G | V | N | P | GF | GS | DR  |
|  | ---- | --------------- | -- | - | - | - | - | -- | -- | --- |
|  | 1.   | Helvia Recina   | 8  | 4 | 4 | 0 | 0 | 11 | 5  | +6  |
|  | 2.   | FBC Macerata    | 4  | 4 | 2 | 0 | 2 | 9  | 5  | +4  |
|  | 3.   | Virtus Macerata | 0  | 4 | 0 | 0 | 4 | 2  | 12 | -10 |

Legenda:

      Ammesso alla fase finale regionale.
      Retrocesso in Seconda Divisione 1922-1923.
Note:

Due punti a vittoria, uno a pareggio, zero a sconfitta.
A fine stagione i club della città di Macerata fondano l' Unione Calcistica Maceratese

##### Risultati

###### Calendario
| Andata (1ª) | Andata (1ª)             | Prima giornata                       | Ritorno (4ª) | Ritorno (4ª) |
|             |                         |                                      |              |              |
| 4 dic.      | 2-1                     | Macerata Helvia Recina - FC Macerata | 3-2          | ???          |
| 4 dic.      | Riposa: Virtus Macerata |                                      |              | ???          |

| Andata (2ª) | Andata (2ª)                    | Seconda giornata              | Ritorno (5ª) | Ritorno (5ª) |
|             |                                |                               |              |              |
| 11 dic.     | 4-0                            | FC Macerata - Virtus Macerata | 2-0          | ???          |
| 11 dic.     | Riposa: Macerata Helvia Recina |                               |              | ???          |

| \| Andata (3ª) \| Andata (3ª) \| Terza giornata \| Ritorno (6ª) \| Ritorno (6ª) \| \| \| \| \| \| \| \| 18 dic. \| 0-2 \| Virtus Macerata -Macerata Helvia Recina \| 2-4 \| 22 gen. \| \| 18 dic. \| Riposa: FC Macerata \| \| \| 22 gen. \| |                     |                                         |              |              |
| Andata (3ª) | Andata (3ª)         | Terza giornata                          | Ritorno (6ª) | Ritorno (6ª) |
| |                     |                                         |              |              |
| 18 dic. | 0-2                 | Virtus Macerata -Macerata Helvia Recina | 2-4          | 22 gen.      |
| 18 dic. | Riposa: FC Macerata |                                         |              | 22 gen.      |

###### Tabellone
|                        | HEL  | MAC  | VIR  |
| ---------------------- | ---- | ---- | ---- |
| Macerata Helvia Recina | –––– | 2-1  | 4-2  |
| FC Macerata            | 2-3  | –––– | 4-0  |
| Virtus Macerata        | 0-2  | 0-2  | –––– |

#### Girone B

##### Classifica finale
|  | Pos. | Squadra          | Pt | G | V | N | P | GF | GS | DR  |
|  | ---- | ---------------- | -- | - | - | - | - | -- | -- | --- |
|  | 1.   | Anconitana       | 8  | 4 | 4 | 0 | 0 | 18 | 2  | +16 |
|  | 2.   | Vigor Senigallia | 4  | 4 | 2 | 0 | 2 | 4  | 8  | -4  |
|  | 3.   | Folgore Ancona   | 0  | 4 | 0 | 0 | 4 | 4  | 16 | -12 |

Legenda:

      Ammesso alla fase finale regionale.
      Retrocesso in Seconda Divisione 1922-1923.
Note:

Due punti a vittoria, uno a pareggio, zero a sconfitta.

##### Risultati

###### Calendario
| Andata (1ª) | Andata (1ª)  | Prima giornata     | Ritorno (4ª) | Ritorno (4ª) |
|             |              |                    |              |              |
| 18 dic.     | 5-0          | Anconitana-Folgore | 7-2          | 19 feb.      |
| 18 dic.     | Riposa:Vigor |                    |              | 19 feb.      |

| Andata (2ª) | Andata (2ª)       | Seconda giornata | Ritorno (5ª) | Ritorno (5ª) |
|             |                   |                  |              |              |
| ???         | 2-1               | Vigor-Folgore    | 2-1          | ???          |
| ???         | Riposa:Anconitana |                  |              | ???          |

| \| Andata (3ª) \| Andata (3ª) \| Terza giornata \| Ritorno (6ª) \| Ritorno (6ª) \| \| \| \| \| \| \| \| ??? \| 0-1 \| Vigor-Anconitana \| 0-5 \| 19 feb. \| \| ??? \| Riposa:Folgore \| \| \| 19 feb. \| |                |                  |              |              |
| Andata (3ª) | Andata (3ª)    | Terza giornata   | Ritorno (6ª) | Ritorno (6ª) |
| |                |                  |              |              |
| ??? | 0-1            | Vigor-Anconitana | 0-5          | 19 feb.      |
| ??? | Riposa:Folgore |                  |              | 19 feb.      |

###### Tabellone
|                  | ANC  | FOL  | VIG  |
| ---------------- | ---- | ---- | ---- |
| Anconitana       | –––– | 5-0  | 5-0  |
| Folgore Ancona   | 2-7  | –––– | 1-2  |
| Vigor Senigallia | 0-1  | 2-1  | –––– |

#### Girone finale

##### Classifica finale
|  | Pos. | Squadra          | Pt | G | V | N | P | GF | GS | DR  |
|  | ---- | ---------------- | -- | - | - | - | - | -- | -- | --- |
|  | 1.   | Anconitana       | 12 | 6 | 6 | 0 | 0 | 19 | 3  | +16 |
|  | 2.   | Vigor Senigallia | 7  | 6 | 3 | 1 | 2 | 13 | 12 | +1  |
|  | 3.   | Helvia Recina    | 4  | 6 | 2 | 0 | 4 | 8  | 13 | -5  |
|  | 4.   | FBC Macerata     | 1  | 6 | 0 | 1 | 5 | 9  | 21 | -12 |

Legenda:

      Ammesso alle finali della Lega Sud.
Note:

Due punti a vittoria, uno a pareggio, zero a sconfitta.
Sulle risultanze stagionali, i club di Senigallia e la neonata Unione Calcistica Maceratese attivarono la Seconda Divisione regionale.

##### Risultati

###### Calendario
| Andata (1ª) | Andata (1ª) | Prima giornata               | Ritorno (3ª) | Ritorno (3ª) |
|             |             |                              |              |              |
| 5 mar.      | 5-0         | Anconitana - FC Macerata     | 4-2          | 19 mar.      |
| 5 mar.      | 1-2         | Macerata Helvia Recina-Vigor | 1-4          | 19 mar.      |

| Andata (2ª) | Andata (2ª) | Seconda giornata                  | Ritorno (4ª) | Ritorno (4ª) |
|             |             |                                   |              |              |
| 12 mar.     | 1-3         | Macerata Helvia Recina-Anconitana | 0-2*         | 26 mar.      |
| 12 mar.     | 2-2         | Vigor - FC Macerata               | 5-2          | 26 mar.      |

| \| Andata \| Andata \| Giornata zero[27] \| Ritorno \| Ritorno \| \| \| \| \| \| \| \| ??? \| 0-1 \| Vigor-Anconitana \| 0-5 \| 19 feb. \| \| 4 dic. \| 2-1 \| Macerata Helvia Recina - FC Macerata \| 3-2 \| ??? \| |        |                                      |         |         |
| Andata | Andata | Giornata zero                        | Ritorno | Ritorno |
| |        |                                      |         |         |
| ??? | 0-1    | Vigor-Anconitana                     | 0-5     | 19 feb. |
| 4 dic. | 2-1    | Macerata Helvia Recina - FC Macerata | 3-2     | ???     |

###### Tabellone
|                        | ANC  | HEL  | MAC  | VIG  |
| ---------------------- | ---- | ---- | ---- | ---- |
| Anconitana             | –––– | 2-0  | 5-0  | –––– |
| Macerata Helvia Recina | 1-2  | –––– | –––– | 1-2  |
| FC Macerata            | 2-4  | –––– | –––– | 2-5  |
| Vigor Senigallia       | –––– | 4-1  | 2-2  | –––– |

### Sezione pugliese

#### Spareggi pre-campionato
La Veloce si qualificò in seguito a qualificazioni con Enotria, Garibaldino e Libertas giocate il 20 novembre, il 27 novembre e il 3 dicembre 1921.

##### Classifica finale
|  | Pos. | Squadra          | Pt | G | V | N | P | GF | GS | DR |
|  | ---- | ---------------- | -- | - | - | - | - | -- | -- | -- |
|  | 1.   | Veloce Taranto   | 6  | 3 | 3 | 0 | 0 | .  | .  | +  |
|  | 2.   | Enotria Taranto  | 4  | 3 | 2 | 0 | 1 | .  | .  | +  |
|  | 3.   | FBC Garibaldino  | 2  | 3 | 1 | 0 | 2 | .  | .  | +  |
|  | 4.   | Libertas Taranto | 0  | 3 | 0 | 0 | 3 | .  | .  | +  |

Legenda:

      Qualificato in Prima Divisione 1921-1922.
Note:

Due punti a vittoria, uno a pareggio, zero a sconfitta.

#### Classifica finale
|  | Pos. | Squadra        | Pt | G | V | N | P | GF | GS | DR  |
|  | ---- | -------------- | -- | - | - | - | - | -- | -- | --- |
|  | 1.   | Audace Taranto | 9  | 6 | 4 | 1 | 1 | 16 | 7  | +9  |
|  | 2.   | Pro Italia     | 8  | 6 | 3 | 2 | 1 | 11 | 6  | +5  |
|  | 3.   | Liberty        | 6  | 6 | 2 | 2 | 2 | 13 | 8  | +5  |
|  | 4.   | Veloce Taranto | 1  | 6 | 0 | 1 | 5 | 1  | 20 | -19 |

Legenda:

      Ammesso alle finali della Lega Sud.
      Retrocesso in Seconda Divisione.
Note:

Due punti a vittoria, uno a pareggio, zero a sconfitta.

#### Risultati

##### Calendario
| Andata (1ª) | Andata (1ª) | Prima giornata    | Ritorno (4ª) | Ritorno (4ª) |
|             |             |                   |              |              |
| 11 dic.     | 8-0         | Liberty-Veloce    | 0-0          | 5 feb.       |
| 11 dic.     | 2-2         | Pro Italia-Audace | 1-2          | 5 feb.       |

| Andata (2ª) | Andata (2ª) | Seconda giornata  | Ritorno (5ª) | Ritorno (5ª) |
|             |             |                   |              |              |
| 18 dic.     | 3-1         | Audace-Liberty    | 0-2          | 29 gen.      |
| 18 dic.     | 9-0         | Pro Italia-Veloce | 1-0          | 29 gen.      |

| \| Andata (3ª) \| Andata (3ª) \| Terza giornata \| Ritorno (6ª) \| Ritorno (6ª) \| \| \| \| \| \| \| \| 8 gen. \| 1-1 \| Liberty-Pro Italia \| 1-4 \| 22 gen. \| \| 8 gen. \| 0-5 \| Veloce-Audace \| 1-4 \| 22 gen. \| |             |                    |              |              |
| Andata (3ª) | Andata (3ª) | Terza giornata     | Ritorno (6ª) | Ritorno (6ª) |
| |             |                    |              |              |
| 8 gen. | 1-1         | Liberty-Pro Italia | 1-4          | 22 gen.      |
| 8 gen. | 0-5         | Veloce-Audace      | 1-4          | 22 gen.      |

##### Tabellone
|                    | AUD  | LIB  | PRO  | VEL  |
| ------------------ | ---- | ---- | ---- | ---- |
| Audace Taranto     | –––– | 3-1  | 2-1  | 4-1  |
| Liberty Bari       | 2-0  | –––– | 1-1  | 8-0  |
| Pro Italia Taranto | 2-2  | 4-1  | –––– | 1-0  |
| Veloce Taranto     | 0-5  | 0-0  | 0-2  | –––– |

### Sezione siciliana
Avrebbe dovuto partecipare anche l'Azzurra di Palermo ma si ritirò a calendario già compilato subito dopo la prima giornata (in cui aveva riposato). Di conseguenza il calendario venne ricompilato.

La Catanese venne invece esclusa prima dell'inizio del campionato.

Il 5 febbraio 1922 si sarebbe dovuta giocare Messinese-Palermo di Prima Divisione, venne invece disputata una partita amichevole tra le due squadre.

Nel febbraio 1922 ci fu una protesta da parte delle società partecipanti nei confronti del Direttorio Regionale, date le irregolarità, le violenze e gli errori arbitrali commessi a loro danni: esse minacciarono di ritirarsi dal campionato nel caso il Comitato non fosse stato subito sciolto e ricostituito con nuovi membri (in ogni caso all'Assemblea di fine stagione si sarebbero indette nuove elezioni, le cariche erano annuali); alla fine comunque la minaccia del blocco del campionato rientrò anche se il Libertas si ritirò per protesta.

#### Classifica finale
|  | Pos. | Squadra          | Pt   | G | V | N | P | GF | GS | DR  |
|  | ---- | ---------------- | ---- | - | - | - | - | -- | -- | --- |
|  | 1.   | Palermo          | 16   | 8 | 8 | 0 | 0 | 33 | 5  | +28 |
|  | 2.   | Messinese        | 8    | 8 | 3 | 2 | 3 | 24 | 14 | +10 |
|  | 3.   | Messina SC       | 5    | 8 | 1 | 3 | 4 | 17 | 23 | -6  |
|  | 3.   | Umberto I        | 5    | 8 | 1 | 3 | 4 | 8  | 23 | -15 |
|  | --.  | Libertas Palermo | rit. | - | - | - | - | -  | -  | -   |
|  | --.  | Vigor Trapani    | rit. | - | - | - | - | -  | -  | -   |

Legenda:

      Ammesso alle finali della Lega Sud.
Note:

Due punti a vittoria, uno a pareggio, zero a sconfitta.
Libertas e Vigor si ritirarono durante il girone di ritorno, valide per le altre squadre le gare dell'andata.

#### Risultati

##### Calendario
Girone di andata
|                 | 1ª giornata         |     |
|                 |                     |     |
| 18 dic.         | Messinese-Umberto I | 9-0 |
| 18 dic.         | Palermo-Messina     | 4-1 |
| 18 dic.         | Vigor-Libertas      | 2-3 |
| Riposa: Azzurra |                     |     |

|         | 2ª giornata       |     |
|         |                   |     |
| 8 gen.  | Messina-Libertas  | 2-4 |
| 15 gen. | Umberto I-Palermo | 1-3 |

|                 | 1ª giornata         |     |
|                 |                     |     |
| 18 dic.         | Messinese-Umberto I | 9-0 |
| 18 dic.         | Palermo-Messina     | 4-1 |
| 18 dic.         | Vigor-Libertas      | 2-3 |
| Riposa: Azzurra |                     |     |

|         | 2ª giornata       |     |
|         |                   |     |
| 8 gen.  | Messina-Libertas  | 2-4 |
| 15 gen. | Umberto I-Palermo | 1-3 |

|         | 3ª giornata        |     |
|         |                    |     |
| 15 gen. | Libertas-Messinese | 3-1 |
| 15 gen. | Vigor-Messina      | 1-5 |

|         | 4ª giornata        |      |
|         |                    |      |
| 22 gen. | Messinese-Messina  | 7-3  |
| 22 gen. | Libertas-Umberto I | 2-1  |
| 22 gen. | Palermo-Vigor      | 12-0 |

|         | 3ª giornata        |     |
|         |                    |     |
| 15 gen. | Libertas-Messinese | 3-1 |
| 15 gen. | Vigor-Messina      | 1-5 |

|         | 4ª giornata        |      |
|         |                    |      |
| 22 gen. | Messinese-Messina  | 7-3  |
| 22 gen. | Libertas-Umberto I | 2-1  |
| 22 gen. | Palermo-Vigor      | 12-0 |

|         | 5ª giornata       |     |
|         |                   |     |
| 29 gen. | Vigor-Messinese   | 0-2 |
| 29 gen. | Palermo-Libertas  | 2-0 |
| 19 feb. | Umberto I-Messina | 0-0 |

|         | 6ª giornata       |     |
|         |                   |     |
| 12 feb. | Messinese-Palermo | 1-2 |
| 9 apr.  | Vigor-Umberto I   | 0-2 |

|         | 5ª giornata       |     |
|         |                   |     |
| 29 gen. | Vigor-Messinese   | 0-2 |
| 29 gen. | Palermo-Libertas  | 2-0 |
| 19 feb. | Umberto I-Messina | 0-0 |

|         | 6ª giornata       |     |
|         |                   |     |
| 12 feb. | Messinese-Palermo | 1-2 |
| 9 apr.  | Vigor-Umberto I   | 0-2 |

Girone di ritorno
|        | 1ª giornata         |      |
|        |                     |      |
| 5 mar. | Umberto I-Messinese | 2-2  |
| 5 mar. | Messina-Palermo     | 2-3  |
| 5 mar. | Libertas-Vigor      | n.d. |

|         | 2ª giornata       |      |
|         |                   |      |
| 12 mar. | Messinese-Vigor   | n.d. |
| 12 mar. | Libertas-Palermo  | n.d. |
| 26 mar. | Messina-Umberto I | 2-2  |

|        | 1ª giornata         |      |
|        |                     |      |
| 5 mar. | Umberto I-Messinese | 2-2  |
| 5 mar. | Messina-Palermo     | 2-3  |
| 5 mar. | Libertas-Vigor      | n.d. |

|         | 2ª giornata       |      |
|         |                   |      |
| 12 mar. | Messinese-Vigor   | n.d. |
| 12 mar. | Libertas-Palermo  | n.d. |
| 26 mar. | Messina-Umberto I | 2-2  |

|         | 3ª giornata        |      |
|         |                    |      |
| 19 mar. | Messinese-Libertas | n.d. |
| 19 mar. | Messina-Vigor      | n.d. |
| 19 mar. | Palermo-Umberto I  | 5-0  |

|         | 4ª giornata       |      |
|         |                   |      |
| 26 mar. | Palermo-Messinese | 2-0  |
| 26 mar. | Umberto I-Vigor   | n.d. |
| 26 mar. | Libertas-Messina  | n.d. |

|         | 3ª giornata        |      |
|         |                    |      |
| 19 mar. | Messinese-Libertas | n.d. |
| 19 mar. | Messina-Vigor      | n.d. |
| 19 mar. | Palermo-Umberto I  | 5-0  |

|         | 4ª giornata       |      |
|         |                   |      |
| 26 mar. | Palermo-Messinese | 2-0  |
| 26 mar. | Umberto I-Vigor   | n.d. |
| 26 mar. | Libertas-Messina  | n.d. |

| \| \| 5ª giornata \| \| \| \| \| \| \| 2 apr. \| Messina-Messinese \| 2-2 \| \| 2 apr. \| Vigor-Palermo[30] \| n.d. \| \| 2 apr. \| Umberto I-Libertas[30] \| n.d. \| |                    |      |
| | 5ª giornata        |      |
| |                    |      |
| 2 apr. | Messina-Messinese  | 2-2  |
| 2 apr. | Vigor-Palermo      | n.d. |
| 2 apr. | Umberto I-Libertas | n.d. |

|        | 5ª giornata        |      |
|        |                    |      |
| 2 apr. | Messina-Messinese  | 2-2  |
| 2 apr. | Vigor-Palermo      | n.d. |
| 2 apr. | Umberto I-Libertas | n.d. |

##### Tabellone
|                   | LIB  | MES  | PAL  | MEF  | UMB  | TRA  |
| ----------------- | ---- | ---- | ---- | ---- | ---- | ---- |
| Libertas Palermo  | –––– | 3-1  | n.d. | n.d. | 2-1  | n.d. |
| Messinese         | n.d. | –––– | 1-2  | 7-3  | 9-0  | n.d. |
| Palermo           | 2-0  | 2-0  | –––– | 4-1  | 5-0  | 12-0 |
| Messina S.C.      | 2-4  | 2-2  | 2-3  | –––– | 0-0  | n.d. |
| Umberto I Messina | n.d. | 2-2  | 1-3  | 2-0  | –––– | n.d. |
| Vigor Trapani     | 2-3  | 0-2  | n.d. | 1-5  | 0-2  | –––– |

### Finali di Lega

#### Primo turno
|                | Risultati |            | Luogo e data                     |
| -------------- | --------- | ---------- | -------------------------------- |
| Puteolana      | 3-0       | Anconitana | Roma, 14 maggio 1922             |
| Audace Taranto | 1-0       | Palermo    | Torre Annunziata, 14 maggio 1922 |
|                |           |            |                                  |

Nota: Fortitudo esentata dal primo turno.

#### Semifinale
|           | Risultati |                | Luogo e data         |
| --------- | --------- | -------------- | -------------------- |
| Fortitudo | 4-1       | Audace Taranto | Roma, 28 maggio 1922 |
|           |           |                |                      |

Nota: Puteolana esentata dalle semifinali.

#### Finale
|           | Risultati |           | Luogo e data        |
| --------- | --------- | --------- | ------------------- |
| Fortitudo | 2-0       | Puteolana | Roma, 4 giugno 1922 |
|           |           |           |                     |

Fortitudo campionessa della Lega Sud.

## Finalissima
|              | Risultati |              | Luogo e data             |
| ------------ | --------- | ------------ | ------------------------ |
| Fortitudo    | 0-3       | Pro Vercelli | Roma, 11 giugno 1922     |
| Pro Vercelli | 5-2       | Fortitudo    | Vercelli, 18 giugno 1922 |
|              |           |              |                          |

Pro Vercelli campione d'Italia 1921-1922.

### Squadra campione
- Mario Curti
- Virginio Rosetta
- Piero Bossola (IV)
- Remigio Milano (IV)
- Giuseppe Parodi
- Antonio Perino
- Ugo Ceria
- Mario Ardissone (II)
- Arturo Gay (I)
- Alessandro Rampini (II)
- Francesco Borello
- Allenatore: Guido Ara

## La riunificazione della Federazione
Ci si rese subito conto che la situazione era insostenibile, e più di tutti se ne accorsero i dirigenti della C.C.I. che, avendo a dicembre terminato il girone di andata, presero atto che le squadre F.I.G.C. erano ancora impegnate nel primo turno delle eliminatorie regionali.
A cercare di riappacificare gli animi ci pensò il direttore della Gazzetta dello Sport Emilio Colombo il quale, il 7 dicembre 1921 presso la villa di Enrico Olivetti, convocò i delegati di entrambe le federazioni a Brusnengo dove il presidente della CCI, l'avvocato Luigi Bozino, propose al presidente FIGC, avvocato Giovanni Lombardi, di ridurre le squadre partecipanti al successivo campionato di Prima Divisione a 50 squadre. Le squadre liguri e piemontesi, riunitesi a Milano per ascoltare la relazione della propria commissione, nell'approvare l'opera dei propri commissari chiesero un ulteriore taglio delle squadre per arrivare almeno alle 32-36 unità chiedendo un ulteriore incontro con i delegati F.I.G.C. Riunitesi pochi giorni dopo a Modena, le squadre confederali respinsero il patto di Brusnengo con 54 no contro 25 sì e 4 astenuti mettendo in crisi la presidenza che fu affidata al vecchio Edoardo Pasteur. Le Federate, per contro, riunitesi a Novi Ligure, si ritennero soddisfatte di quanto deciso a Brusnengo e si riunirono in assemblea il 19 febbraio per la definitiva ratifica, approvando il patto a pieni voti.
A questo punto la nuova presidenza CCI inviò la triade Pasteur-Nizza-Albertini il primo di aprile per riprendere le trattative con la FIGC. Sedici giorni dopo le due parti nominarono due Commissioni Paritetiche (tre componenti più tre consulenti tecnici) con ampia facoltà di nominare una persona super partes che potesse portare a termine un arbitrato.
Quale arbitro fu nominato Emilio Colombo il quale addivenì a un compromesso che in seguito prese il suo nome. Le società di entrambe le federazioni, attraverso un referendum, approvarono il compromesso con 246 voti favorevoli e 18 contrari. La ratifica del patto di riconciliazione fu celebrata con la nomina della Commissione Tecnica che avrebbe dovuto formare la squadra Nazionale per il prossimo incontro ufficiale con il Belgio.
Il 26 giugno si arrivò alla pace vera e propria, nel corso di un convegno in cui fu nominata la commissione che avrebbe stilato l'elenco delle aspiranti alla nuova Prima Divisione stabilendo le squadre ammesse di diritto e quelle che il posto in Prima Divisione se lo sarebbero contese sul campo in una serie di spareggi sia interdivisionali che interfederali. In questa occasione la F.I.G.C. accettò la nuova struttura federale proposta dalla C.C.I. che prevedeva un Consiglio e relativa Presidenza più le due Leghe Nord e Sud aventi a loro volta un Consiglio e una Presidenza. Le due parti sottoscrissero la seconda delle soluzioni prospettate dall'arbitrato, ovvero 3 gironi di 12 squadre di cui 13 federali e 23 confederali per la sola Italia settentrionale più le 8 semifinaliste del vecchio Centro-Sud.